# Krucifix (Písek, okres Hradec Králové)
Pískovcový krucifix z roku 1864 se nalézá u břehu návesního rybníčku Hejbánek v centru obce Písek v okrese Hradec Králové. V těsné blízkosti krucifixu stojí dřevěná zvonička.

## Popis
Pískovcový krucifix stojí ve čtvercové ozdobné mříži s dvířky na čelní straně. Ozdobná mříž je uchycena v pískovcovém základě.
Ve středu ozdobné mříže se nalézá pískovcový schod, na kterém stojí nízký, nahoře okosený hranolový podstavec.
Na podstavci stojí pilíř, na jehož čelní straně je umístěn zahloubený rámeček, nahoře zakončený obloukem. V rámečku je umístěn zlacený reliéf Panny Marie. Pod reliéfem je vytesán nápis: „Nákladem poč. obce Písecké, a přispěním Jos. Znamínky toho času představeného roku 1864“. Nad zahloubeným rámečkem je připevněna kovová lucerna.
Na pilíři stojí podstavec pískovcového kříže s korpusem Krista se zlaceným nápisem INRI nad hlavou.

## Galerie

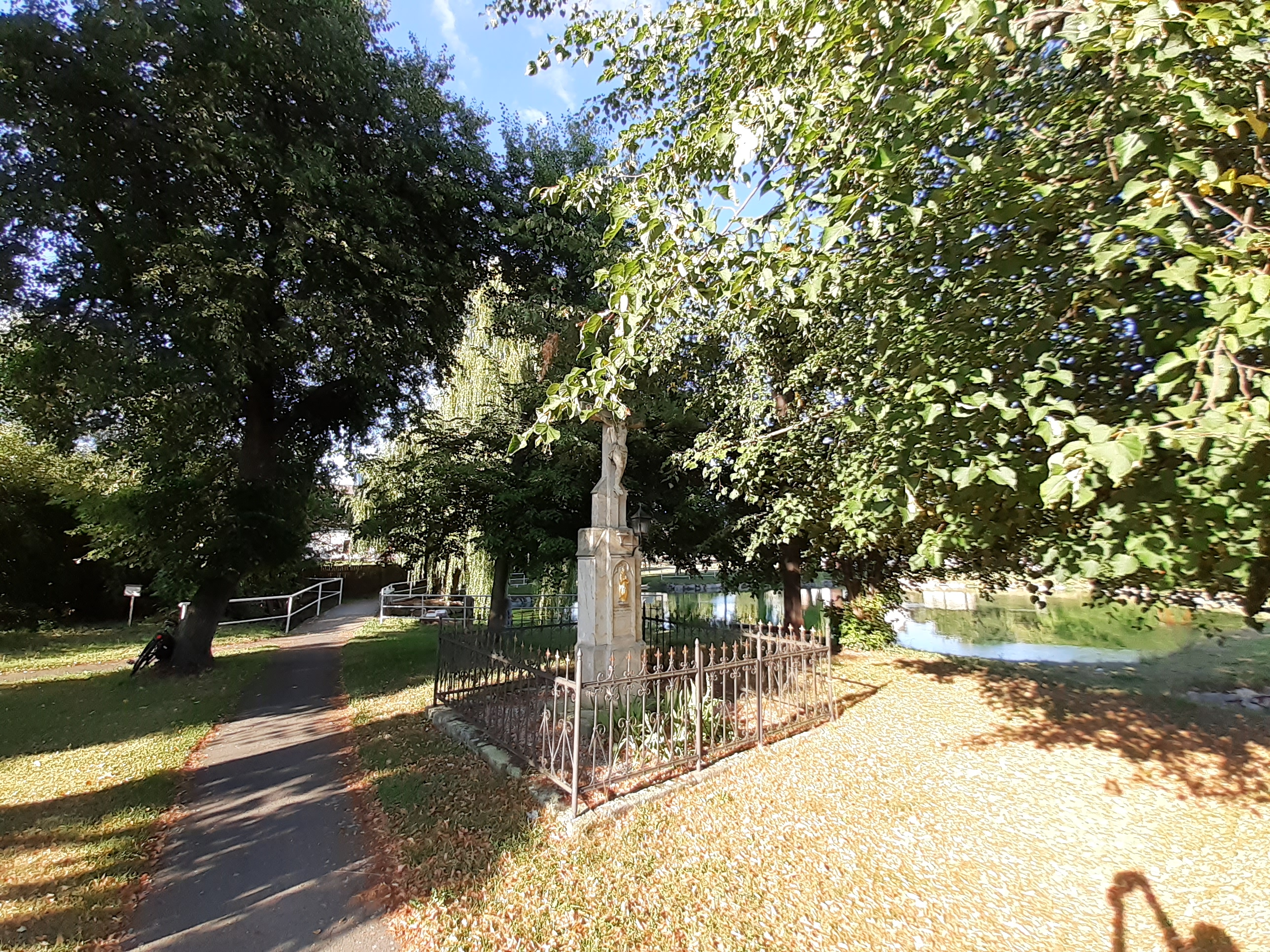
Krucifix v obci Písek
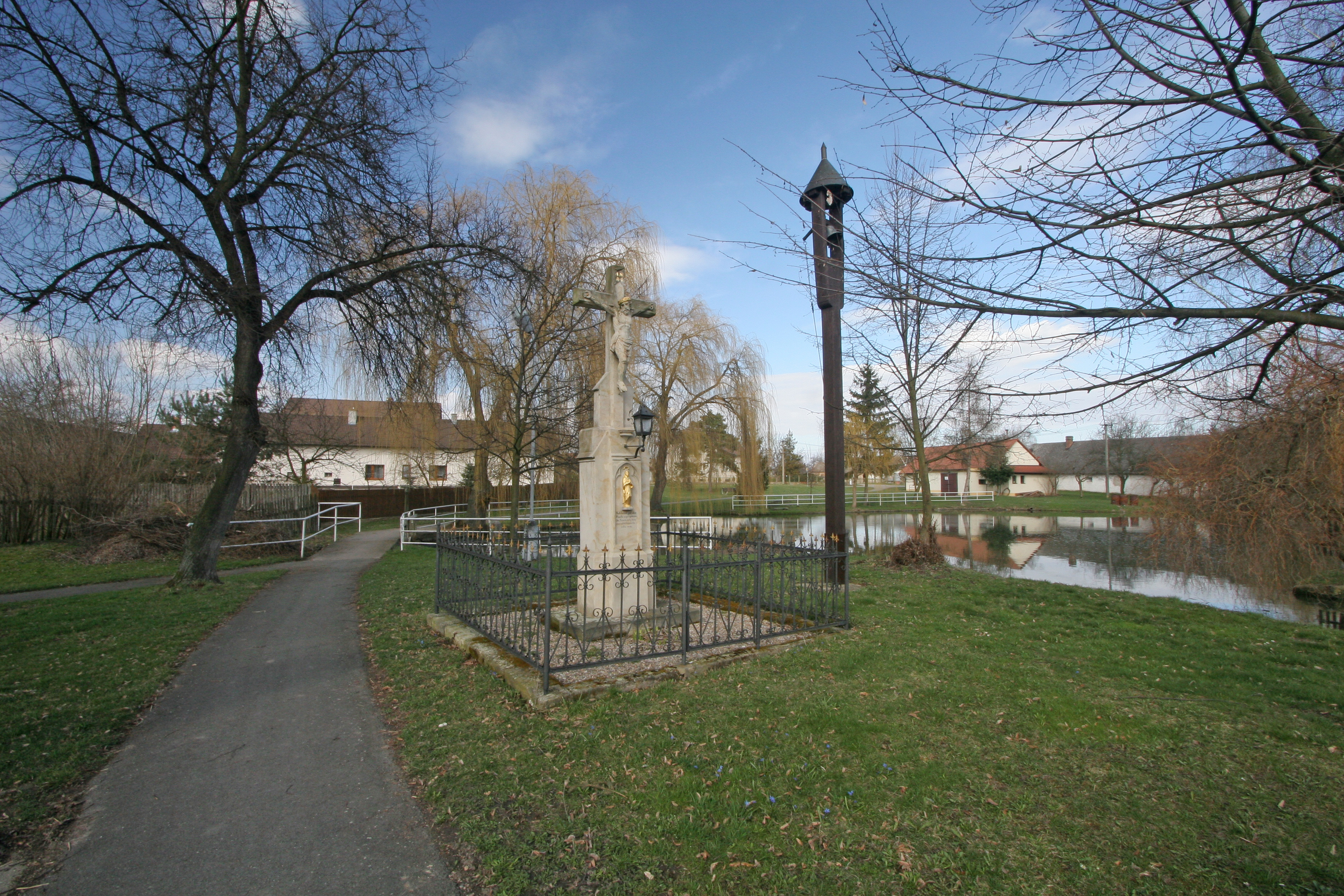
Krucifix a zvonička v obci Písek